# Ewen Bremner
Ewen Bremner (Edimburgo, Escocia, 23 de enero de 1972) es un actor británico, cuyas interpretaciones más conocidas son: Red Winkle en la película Pearl Harbor, Spud en la película Trainspotting y en su secuela T2: Trainspotting y Shawn Nelson en la película Black Hawk Down.

## Biografía
Es hijo de dos profesores de arte. Asistió al "Davidson's Mains Primary School" y al "Portobello High School".
Mantuvo una relación con la actriz Marcia Rose, con quien tuvo una hija, Harmony Bremner.

## Carrera
En 1994 apareció como invitado en la serie policíaca The Bill donde interpretó a Sean Lewis en el episodio "Down and Out", dos años después apareció de nuevo en la serie ahora interpretando a Paul Tovey durante el episodio "Separate Rooms".
En 1996 apareció en anuncios publicitarios en televisión para "Nationale Nederlanden" y "Centraal Beheer", ese mismo año interpretó a Daniel "Spud" Murphy en la película Trainspotting. En el 2001 interpretó al primer teniente y piloto Red Winkle en la exitosa película Pearl Harbor. 
Ese mismo año se unió al elenco de la popular y exitosa película Black Hawk Down donde interpretó al soldado especialista SPC Shawn Nelson.
En el 2002 dio vida a Simon Damian, un monje benedictino en la película The Reckoning. Ese mismo año apareció en la película Surrealissimo: The Scandalous Success of Salvador Dali donde interpretó al famoso artista Salvador Dalí. En el 2003 interpretó a Declan, un piloto local en la película El tesoro del Amazonas.
En el 2004 apareció en las películas AVP: Alien vs. Predator donde dio vida a Graeme Miller, el ingeniero químico del equipo de exploración y en Around the World in 80 Days donde interpretó al inspector Fix, un oficial corrupto contratado por Lord Kelvin (Jim Broadbent) para boicotear a Phileas Fogg (Steve Coogan) durante su viaje.
En el 2005 dio vida al rey James VI en la miniserie Elizabeth I, donde compartió créditos con los actores Helen Mirren y Jeremy Irons.
Ese mismo año apareció en la película Match Point donde dio vida al detective inspector Dowd, uno de los encargados de descubrir quién asesinó a Nola Rice (Scarlett Johansson).
En el 2006 se unió al elenco de la miniserie The Lost Room como Harold Stritzke, un mirón que hereda el peine de su tía Barbara, un miembro de los coleccionistas, Harold pronto se vuelve paranoico cuando es perseguido por la Orden que quiere obtener el objeto de su tía. Ese mismo año apareció en la miniserie The Virgin Queen donde dio vida a Sir James Melville, un diplomático y escritor escocés.
En el 2007 interpretó a Justin, el exnovio de Martha, a quien intenta reconquistar sin éxito en la película Death at a Funeral.
En el 2009 apareció en la popular y exitosa serie británica Spooks donde interpretó al informante Ryan Baisley, un empleado de Dewits que había estado trabajando los últimos cuatro meses para el MI-5.
En el 2010 apareció como invitado en la serie Strike Back donde dio vida a Gerald Baxter, un ex-contratista de inteligencia de la CIA. Gerald fue asesinado por un talibán.
En el 2013 se anunció que Ewen se había unido al elenco de The Vatican donde interpretó al obispo Alberico Iemma, un hombre que tiene la compleja tarea de investigar y pronunciar milagros para la Iglesia.Ese mismo año dio vida a Wicke, el asistente de Lord Roderick (Stanley Tucci) en la película Jack the Giant Slayer. En el 2015 se unió al elenco de la serie Banished donde interpretó al reverendo Johnson, hasta el final de la serie ese mismo año. En mayo de 2016 se anunció que Ewen se había unido al elenco de la nueva serie Will donde dará vida a Richard Topcliffe, un rico y famoso agente de la ley.En 2018 abrió la 20º edición del BAFICI en Buenos Aires, desarrollando parte de su filosofía actoral, sobre el rol del actor en cine.

## Filmografía

### Series de televisión
| Año             | Título                          | Personaje          | Notas                                       |
| --------------- | ------------------------------- | ------------------ | ------------------------------------------- |
| 2017 - presente | Will                            | Richard Topcliffe  | -                                           |
| 2016            | Houdini and Doyle               | Sherlock Holmes    | episodio "Bedlam" - miniserie               |
| 2015            | Banished                        | Reverendo Johnson  | 5 episodios                                 |
| 2015            | The Devil You Know              | Israel Porter      | episodio "Pilot" - miniserie                |
| 2012            | Accused                         | Frank Best         | episodio "Tina's Story"                     |
| 2012            | Luciano Filloy es un pelau      | Varios Personajes  | episodio # 1.2 - miniserie                  |
| 2012            | Blackout                        | Jerry Durrans      | 2 episodios                                 |
| 2010            | Moving On                       | Adam               | episodio "Malaise"                          |
| 2010            | Strike Back                     | Gerald Baxter      | 2 episodios                                 |
| 2009            | The Day of the Triffids         | Walter Strange     | episodio "Part 1" - miniserie               |
| 2009            | Spooks                          | Ryan Baisley       | episodio # 8.6                              |
| 2008            | My Name Is Earl                 | Raynard            | episodio "Reading Is a Fundamental Case"    |
| 2006            | The Lost Room                   | Harold Stritzke    | episodio "The Comb and the Box" - miniserie |
| 2006            | The Virgin Queen                | Sir James Melville | 2 episodios - miniserie                     |
| 2005            | Elizabeth I                     | Rey James VI       | episodio # 1.2 - miniserie                  |
| 2004            | Coming Up                       | Johny              | episodio "The Baader Meinhoff Gang Show"    |
| 2001            | Langt fra Las Vegas             | John Twain D'Wain  | episodio "Én På Egnsdragten"                |
| 2000            | The Secret World of Michael Fry | Michael Fry        | 2 episodios - miniserie                     |
| 1997            | Harry Enfield and Chums         | Jinete Jim         | 5 episodios                                 |
| 1996            | The Bill                        | Paul Tovey         | episodio "Separate Rooms"                   |
| 1994            | Alleyn Mysteries                | Walter McNabb      | episodio "Dead Water"                       |
| 1994            | A Touch of Frost                | Gordon Hicks       | episodio "Nothing to Hide"                  |
| 1991            | Screen Two                      | Sammy              | episodio "Dreaming"                         |
| 1990            | Taggart                         | Jason              | episodio "Love Knot"                        |

### Películas
| Año  | Título                              | Personaje            | Notas |
| ---- | ----------------------------------- | -------------------- | --- |
| 2017 | Wonder Woman                        | Charlie              | Junto a Gal Gadot, Chris Pine, Connie Nielsen, Robin Wright, Danny Huston, David Thewlis, Saïd Taghmaoui, Eugene Brave Rock y Elena Anaya |
| 2017 | T2: Trainspotting                   | Daniel "Spud" Murphy | junto a Jonny Lee Miller, Robert Carlyle y Ewan McGregor                                                                                  |
| 2014 | A Poet in New York                  | John Malcolm Brinnin | junto a Tom Hollander, Phoebe Fox, Essie Davis, Celt Llewelyn Jones y Demetri Goritsas                                                    |
| 2013 | Jack the Giant Slayer               | Wicke                | junto a Nicholas Hoult, Eleanor Tomlinson, Stanley Tucci, Ian McShane, Bill Nighy y Ewan McGregor                                         |
| 2013 | Snowpiercer                         | Andrew               | junto a Chris Evans, Alison Pill, Jamie Bell, John Hurt, Tilda Swinton, y Luke Pasqualino                                                 |
| 2013 | The Vatican                         | Alberico Iemma       | junto a Matthew Goode, Anna Friel, Rebecca Ferguson, Kyle Chandler, Bruno Ganz y Sebastian Koch                                           |
| 2012 | Grandes esperanzas                  | Wemmick              | junto a Jeremy Irvine, Holliday Grainger, Helena Bonham Carter, Ralph Fiennes y Jason Flemyng                                             |
| 2011 | Perfect Sense                       | James                | junto a Ewan McGregor, Eva Green, Connie Nielsen, Stephen Dillane y Denis Lawson                                                          |
| 2011 | Page Eight                          | Rollo Maverley       | junto a Bill Nighy, Rachel Weisz, Michael Gambon, Judy Davis y Tom Hughes                                                                 |
| 2010 | Dive                                | Stewart              | junto a Aisling Loftus, Gina McKee y Joseph Mawle                                                                                         |
| 2008 | Faintheart                          | Julian               | junto a Eddie Marsan, Paul Nicholls, Jessica Hynes y Bronagh Gallagher                                                                    |
| 2008 | Fool's Gold                         | Alfonz               | junto a Matthew McConaughey, Kate Hudson, Donald Sutherland, Ray Winstone y Kevin Hart                                                    |
| 2007 | Death at a Funeral                  | Justin               | junto a Matthew Macfadyen, Keeley Hawes, Rupert Graves, Peter Dinklage, Alan Tudyk y Jane Asher                                           |
| 2007 | Hallam Foe                          | Andy                 | junto a Jamie Bell, Sophia Myles, Ciarán Hinds y Claire Forlani                                                                           |
| 2005 | Match Point                         | Inspector Dowd       | junto a Scarlett Johansson, Jonathan Rhys-Meyers, Emily Mortimer, Matthew Goode y Brian Cox                                               |
| 2004 | AVP: Alien vs. Predator             | Graeme Miller        | junto a Sanaa Lathan, Raoul Bova, Lance Henriksen, Colin Salmon, Tommy Flanagan y Ian Whyte                                               |
| 2004 | Around the World in 80 Days         | Inspector Fix        | junto a Steve Coogan, Jackie Chan, Cécile de France, Jim Broadbent y Roger Hammond                                                        |
| 2003 | The Rundown                         | Declan               | junto a Dwayne Johnson, Seann William Scott, Rosario Dawson, Christopher Walken y Jon Gries                                               |
| 2003 | Skagerrak                           | Gabriel              | junto a Iben Hjejle, Martin Henderson, Gary Lewis, Simon McBurney, Helen Baxendale y James Cosmo                                          |
| 2002 | The Reckoning                       | Simon Damian         | junto a Paul Bettany, Willem Dafoe, Brian Cox, Gina McKee, Simon McBurney, Tom Hardy y Matt Macfayden                                     |
| 2002 | Surrealissimo: The Scandalous...    | Salvador Dalí        | junto a Matt Lucas, Mark Gatiss, Julian Barratt, Noel Fielding, Ben Miller y Stephen Fry                                                  |
| 2001 | Black Hawk Down                     | SPC. Shawn Nelson    | junto a Josh Hartnett, Ewan McGregor, Tom Sizemore, Will Fichtner, Eric Bana, Sam Shepard y Jason Isaacs                                  |
| 2001 | Pearl Harbor                        | Teniente Red Winkle  | junto a Ben Affleck, Josh Hartnett, Kate Beckinsale, William Lee Scott, Alec Baldwin y Jaime King                                         |
| 2000 | Snatch.                             | Mullet               | junto a Jason Statham, Brad Pitt, Dennis Farina, Rade Serbedzija, Benicio Del Toro y William Beck                                         |
| 2000 | Paranoid                            | Gordon               | junto a Jessica Alba, Iain Glen, Jeanne Tripplehorn, Kevin Whately, Mischa Barton y Gary Love                                             |
| 1999 | Love Story                          | Nick                 | corto - junto a Paul Nicholls, Patsy Palmer, Jamie Foreman y David Thewlis                                                                |
| 1999 | Julien Donkey-Boy                   | Julien               | junto a Chloë Sevigny, Werner Herzog, Joyce Korine y Evan Neumann                                                                         |
| 1998 | The Acide House                     | Colin "Coco" Bryce   | junto a Martin Clunes, Jemma Redgrave, Maurice Roëves y Billy McElhaney                                                                   |
| 1996 | Trainspotting                       | Spud Murphy          | junto a Ewan McGregor, Jonny Lee Miller, Kevin McKidd, Robert Carlyle, Kelly Macdonald y James Cosmo                                      |
| 1995 | Skin                                | Billy Boy            | corto - junto a Marcia Rose, Yemi Ajibade, James Bannon y Greg Donaldson                                                                  |
| 1995 | Aristophanes: The Gods Are Laughing | -                    | junto a Roger Ashton-Griffiths, Dexter Fletcher y Robert Glenister                                                                        |
| 1993 | Naked                               | Archie               | junto a David Thewlis, Lesley Sharp, Katrin Cartlidge, Greg Cruttwell y Claire Skinner                                                    |

### Documental
| Año  | Título                                          | Personaje              | Notas      |
| ---- | ----------------------------------------------- | ---------------------- | ---------- |
| 2007 | Ian Rankin Investigates Dr. Jekyll and Mr. Hyde | Robert Louis Stevenson | documental |

### Videojuegos
| Año  | Título                 | Personaje     | Notas                           |
| ---- | ---------------------- | ------------- | ------------------------------- |
| 2007 | CR: Alien vs. Predator | Graeme Miller | prestó su voz para el personaje |

### Teatro
| Año  | Título          | Personaje   | Director | Teatro                   | Notas                                                |
| ---- | --------------- | ----------- | -------- | ------------------------ | ---------------------------------------------------- |
| 2008 | Damascus        | Paul        | -        | -                        | junto a Nathalie Armin y Alex Elliott                |
| 2005 | The God of Hell | Haynes      | -        | Donmar Warehouse Theatre | junto a Lesley Sharp, Ben Daniels y Stuart McQuarrie |
| 1995 | Trainspotting   | Mark Renton | -        | -                        | -                                                    |

## Premios y nominaciones
| Año  | Categoría                                                                                              | Premio                                    | Película          | Resultado |
| ---- | --- | ----------------------------------------- | ----------------- | --------- |
| 2004 | Best Supporting Actor                                                                                  | Robert Festival Award                     | Skagerrak         | Nominado  |
| 2002 | Best Acting Ensemble (junto a Eric Bana, William Fichtner, Josh Hartnett, Ewan McGregor y Sam Shepard) | PFCS Award                                | Black Hawk Down   | Nominados |
| 2000 | Best Actor                                                                                             | Buenos Aires International Festival Award | Julien Donkey-Boy | Ganó      |
| 1997 | Best Debut                                                                                             | Empire Award                              | Trainspotting     | Ganó      |